# Interlock (Kino)
Interlock ist ein Projektionssystem in Kinos, bei dem mehrere Kinosäle mit ein und derselben Filmkopie bespielt werden können. Die einzelnen Filmprojektoren der Kinosäle verfügen dabei über Synchronmotoren, so dass gleichmäßiger Lauf gewährleistet ist. Als Ausgleich für kleine Schwankungen werden sog. Ausgleichs-Galgen installiert.
Die Kopie wird dabei vom Filmteller abgewickelt, über Umlenkrollen durch den ersten Filmprojektor geführt, über weitere Rollen zum zweiten (und gegebenenfalls dritten, oder mehr) Projektor geleitet und anschließend zum Filmteller zum Aufwickeln zurückgeführt.
Es gibt auch Systeme, die sich über die Frequenz der Versorgungsspannung der Projektoren synchronisieren.
Ein Nachteil dieser Systeme ist, dass, wenn einer der Projektoren während einer Vorstellung ausfällt, alle weiteren Projektoren, die sich im Interlock-Betrieb befinden, ebenfalls nicht benutzt werden können.

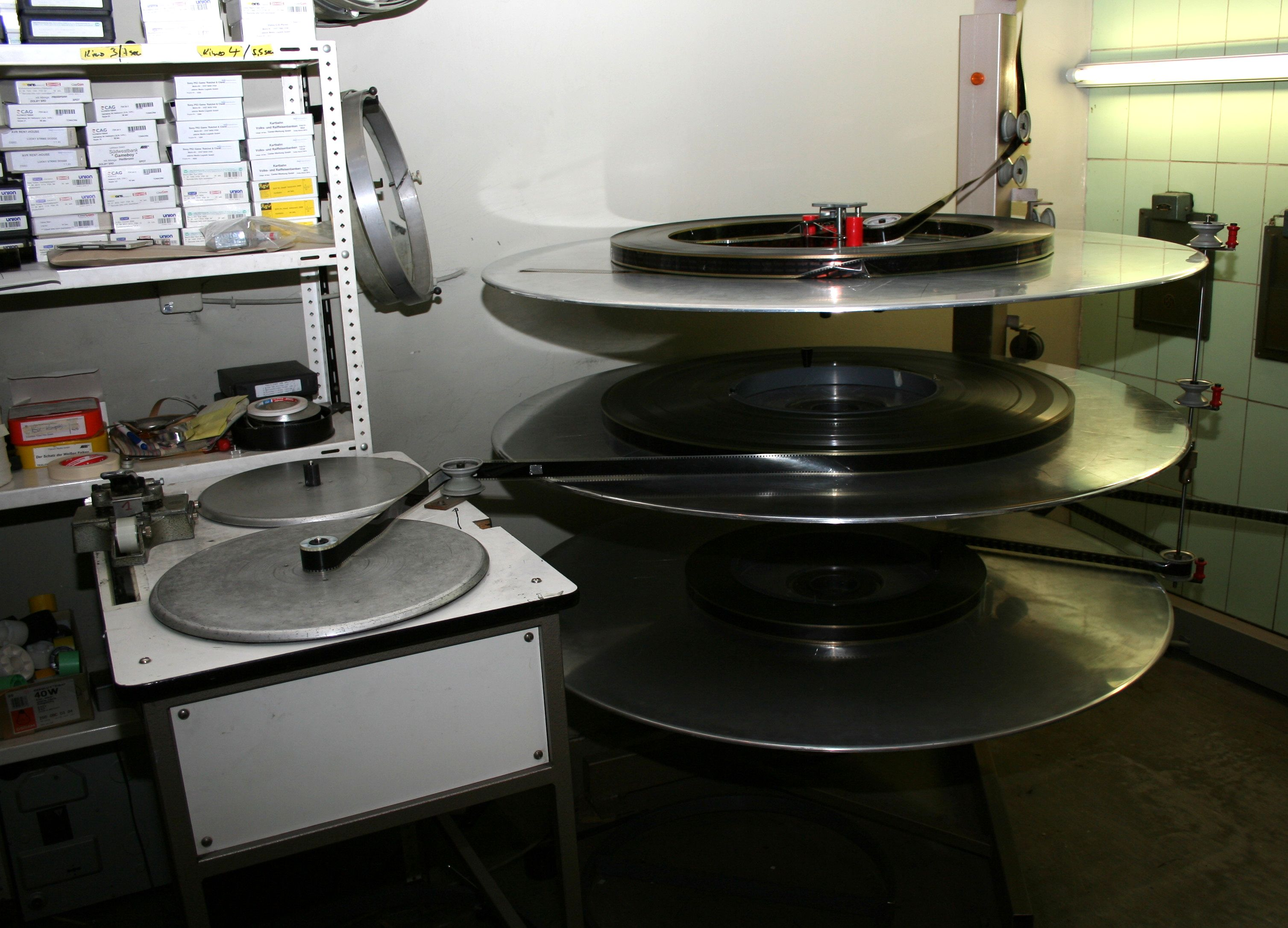
Filmtelleranlage mit drei Tellern: Oben wird abgewickelt, in der Mitte ein zweiter Film aufgespult, ganz unten wird aufgewickelt
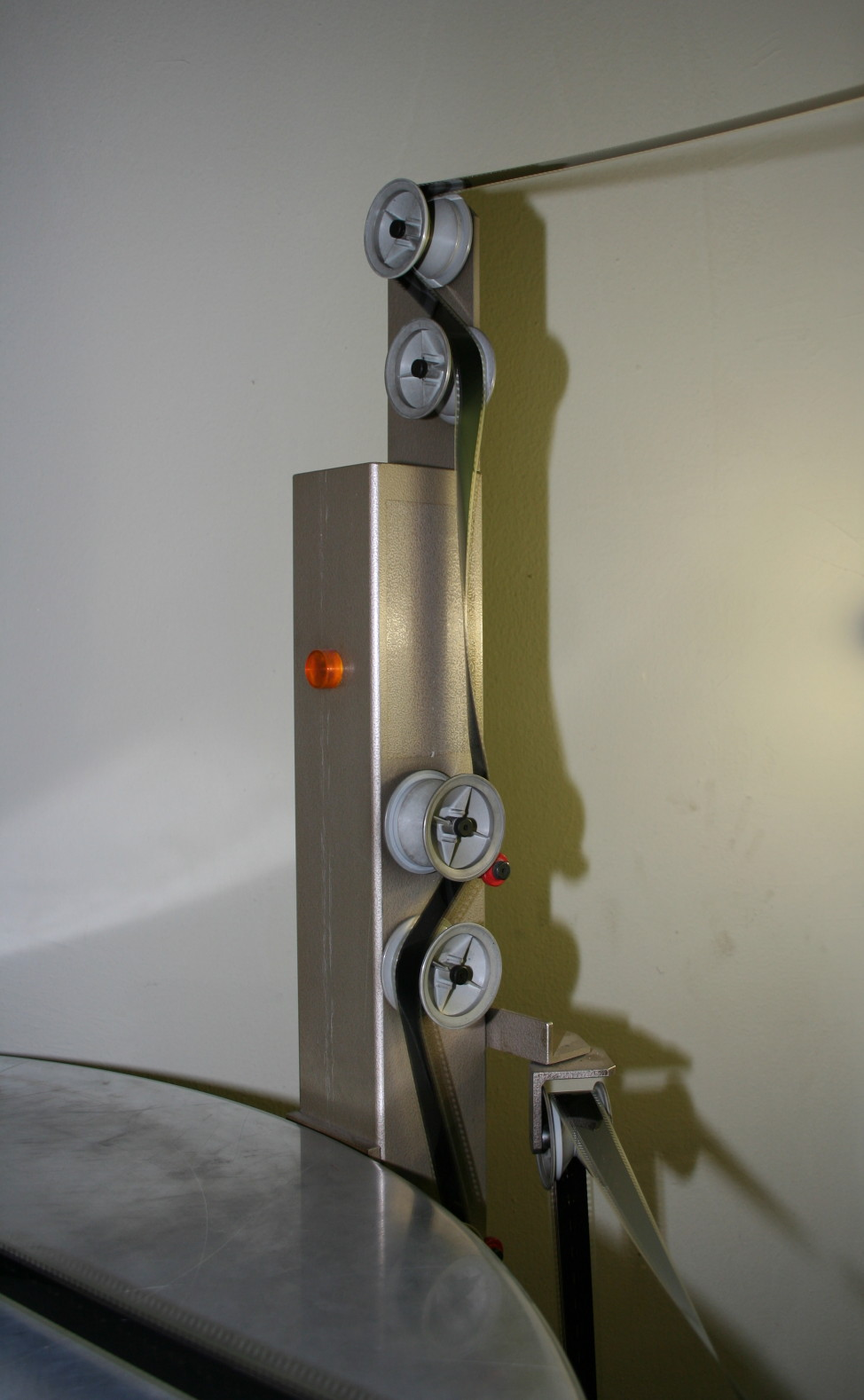
Verschiedene Umlenkrollen, über die der 35-mm-Film (schonend, nur die Perforation hat Kontakt) durch einen oder mehrere Vorführräume geführt wird